# Aliança para a Relibertação da Somália
A Aliança para a Reliberação da Somália ou Aliança para a Relibertação da Somália (ARS) foi uma organização criada em setembro de 2007 entre a União das Cortes Islâmicas e outros grupos de oposição ao governo somali reunidos em Asmara. O objetivo principal era a luta contra as forças etíopes que apoiaram o Governo Transicional Federal da Somália.

Os principais líderes da Aliança foram Hassan Dahir Aweys, considerado da linha dura, o presidente executivo da União das Cortes Islâmicas Sharif Sheikh Ahmed da ala moderada,  o ex-presidente do Parlamento do Governo Transicional Federal Sharif Hassan Sheikh Aden, um ex-porta-voz da União das Cortes Islâmicas, e o ex-vice-primeiro-ministro do Governo Transicional Federal Hussein Mohamed Farrah Aidid, que contava com o apoio do subclã hawiye. Uma Constituição e um Comitê Central de 191 membros liderados por Sharif Hassan Sheid Aden foram estabelecidos, com um comitê executivo de dez membros presidido por Sharif Sheid Ahmed. Sheif Hassan Dahir Aweys não aceitou nenhum cargo. A partilha de poder entre os membros das antigas facções dentro da aliança foi desigual. 
Em maio de 2008, houve uma cisão entre a ala moderada - que visava negociar com o Governo Transicional Federal da Somália - e a ala radical - que se opunha  denominadas ARS-Djibuti e ARS-Asmara, respectivamente. Entre 31 de maio e 9 de junho ocorre uma conferência de paz em Djibuti com a mediação do enviado especial da ONU, Ahmedou Ould-Abdallah. A conferência concordou com o estabelecimento de uma trégua de 90 dias, a retirada das tropas etíopes e a implantação das forças da ONU. A assinatura do acordo foi feita em Meca entre Ahmed e o primeiro ministro do Governo de Transição da Somália Nur Hassan Hussein.
Tanto o primeiro-ministro somali, Nur Hassan Hussein, quanto o presidente da ARS, Sharif Sheikh Ahmed, saudaram o acordo de paz como uma "oportunidade histórica" para acabar com o longo conflito da Somália. No entanto, Hassan Dahir Aweys, rejeitou o acordo, argumentando que "ninguém autorizou" os delegados da ARS a participar da conferência de Djibuti.